# Доказательство иррациональности π
В 1760-х Иоганн Генрих Ламберт доказал, что число π иррационально, то есть не может быть представлено дробью a/b, где a — целое число, b — натуральное число. В XIX веке Шарль Эрмит нашёл ещё одно доказательство, пользуясь только базовыми средствами математического анализа. В дальнейшем Мэри Картрайт, Айвен Нивен и Никола Бурбаки смогли упростить доказательство Эрмита, а Миклош Лацкович упростил доказательство Ламберта.
В 1882 году Фердинанд фон Линдеманн доказал, что π не только иррационально, но и трансцендентно.

## Доказательство Ламберта
В 1761 году Ламберт доказал иррациональность π, исходя из найденного им представления тангенса в виде непрерывной дроби:
{\displaystyle \tan(x)={\cfrac {x}{1-{\cfrac {x^{2}}{3-{\cfrac {x^{2}}{5-{\cfrac {x^{2}}{7-{}\ddots }}}}}}}}.}
Ламберт доказал, что если x не равно нулю и рационально, то это выражение иррационально. Так как tg(π/4) = 1, отсюда следует, что π/4 иррационально и, следовательно, π иррационально тоже.
Упрощение доказательства Ламберта предоставил Миклош Лацкович, см. ниже.

## Доказательство Эрмита
В этом доказательстве используется факт, что π является наименьшим положительным числом, половина которого является нулем косинуса, что доказывает иррациональность π 2 . Как и во многих доказательствах иррациональности числа, это доказательство от противного.
Рассмотрим последовательности функций A n и U n из {\displaystyle \mathbb {R} } в {\displaystyle \mathbb {R} } для {\displaystyle n\in \mathbb {N} _{0}}, заданные формулой:
{\displaystyle {\begin{aligned}A_{0}(x)&=\sin(x),&&A_{n+1}(x)=\int _{0}^{x}yA_{n}(y)\,dy\\[4pt]U_{0}(x)&={\frac {\sin(x)}{x}},&&U_{n+1}(x)=-{\frac {U_{n}'(x)}{x}}\end{aligned}}}
По индукции можем доказать
{\displaystyle {\begin{aligned}A_{n}(x)&={\frac {x^{2n+1}}{(2n+1)!!}}-{\frac {x^{2n+3}}{2\times (2n+3)!!}}+{\frac {x^{2n+5}}{2\times 4\times (2n+5)!!}}\mp \cdots \\[4pt]U_{n}(x)&={\frac {1}{(2n+1)!!}}-{\frac {x^{2}}{2\times (2n+3)!!}}+{\frac {x^{4}}{2\times 4\times (2n+5)!!}}\mp \cdots \end{aligned}}}
и поэтому:
{\displaystyle U_{n}(x)={\frac {A_{n}(x)}{x^{2n+1}}}.\,}
Откуда
{\displaystyle {\begin{aligned}{\frac {A_{n+1}(x)}{x^{2n+3}}}&=U_{n+1}(x)=-{\frac {U_{n}'(x)}{x}}=-{\frac {1}{x}}{\frac {\mathrm {d} }{\mathrm {d} x}}\left({\frac {A_{n}(x)}{x^{2n+1}}}\right)\\[6pt]&=-{\frac {1}{x}}\left({\frac {A_{n}'(x)\cdot x^{2n+1}-(2n+1)x^{2n}A_{n}(x)}{x^{2(2n+1)}}}\right)={\frac {(2n+1)A_{n}(x)-xA_{n}'(x)}{x^{2n+3}}}\end{aligned}}}
что эквивалентно
{\displaystyle A_{n+1}(x)=(2n+1)A_{n}(x)-x^{2}A_{n-1}(x).\,}
Используя определение функций, по индукции можно показать, что
{\displaystyle A_{n}(x)=P_{n}(x^{2})\sin(x)+xQ_{n}(x^{2})\cos(x),\,}
где P n и Q n — полиномиальные функции с целыми коэффициентами, степень P n меньше или равна ⌊n/2⌋. В частности, An(π/2)=Рn(π2/4).
Эрмит также вывел замкнутое выражение для функции An, а именно
{\displaystyle A_{n}(x)={\frac {x^{2n+1}}{2^{n}n!}}\int _{0}^{1}(1-z^{2})^{n}\cos(xz)\,\mathrm {d} z.\,}
Он не обосновывал это равенство, но его легко доказать. Прежде всего, это утверждение эквивалентно
{\displaystyle {\frac {1}{2^{n}n!}}\int _{0}^{1}(1-z^{2})^{n}\cos(xz)\,\mathrm {d} z={\frac {A_{n}(x)}{x^{2n+1}}}=U_{n}(x).}
Рассуждая по индукции, при n=0.
{\displaystyle \int _{0}^{1}\cos(xz)\,\mathrm {d} z={\frac {\sin(x)}{x}}=U_{0}(x)}
и, для шага индукции рассмотрим произвольное {\displaystyle n\in \mathbb {N} }. Если
{\displaystyle {\frac {1}{2^{n}n!}}\int _{0}^{1}(1-z^{2})^{n}\cos(xz)\,\mathrm {d} z=U_{n}(x),}
затем, используя интегрирование по частям и правило Лейбница, можно получить
{\displaystyle {\begin{aligned}{\frac {1}{2^{n+1}(n+1)!}}&\int _{0}^{1}(1-z^{2})^{n+1}\cos(xz)\,\mathrm {d} z\\&={\frac {1}{2^{n+1}(n+1)!}}\left(\overbrace {\left.(1-z^{2})^{n+1}{\frac {\sin(xz)}{x}}\right|_{z=0}^{z=1}} ^{=0}+\int _{0}^{1}2(n+1)(1-z^{2})^{n}z{\frac {\sin(xz)}{x}}\,\mathrm {d} z\right)\\[8pt]&={\frac {1}{x}}\cdot {\frac {1}{2^{n}n!}}\int _{0}^{1}(1-z^{2})^{n}z\sin(xz)\,\mathrm {d} z\\[8pt]&=-{\frac {1}{x}}\cdot {\frac {\mathrm {d} }{\mathrm {d} x}}\left({\frac {1}{2^{n}n!}}\int _{0}^{1}(1-z^{2})^{n}\cos(xz)\,\mathrm {d} z\right)\\[8pt]&=-{\frac {U_{n}'(x)}{x}}\\[4pt]&=U_{n+1}(x).\end{aligned}}}
Если π2/4 = p/q, где p и q из {\displaystyle \mathbb {N} }, то, так как коэффициенты Pn являются целыми числами, и его степень меньше или равна ⌊n/2⌋, q⌊n/2⌋Pn (π2/4) — это некоторое целое число N. Другими словами,
{\displaystyle N=q^{\left\lfloor {\frac {n}{2}}\right\rfloor }A_{n}\left({\frac {\pi }{2}}\right)=q^{\left\lfloor {\frac {n}{2}}\right\rfloor }{\frac {\left({\frac {p}{q}}\right)^{n+{\frac {1}{2}}}}{2^{n}n!}}\int _{0}^{1}(1-z^{2})^{n}\cos \left({\frac {\pi }{2}}z\right)\,\mathrm {d} z.}
Но это число очевидно больше 0. С другой стороны, предел этой величины, когда n стремится к бесконечности, равен нулю, и поэтому, если n достаточно велико, N < 1. Тем самым достигается противоречие.
Эрмит не стремился доказать именно иррациональность π, это было побочным выводом в поиске доказательства трансцендентности π. Он рассмотрел рекуррентные соотношения, чтобы получить удобное интегральное представление. Получив интегральное представление, возможно найти несколько кратких и самодостаточных доказательств (как в представлениях Картрайта, Бурбаки или Нивена), что и заметил Эрмит (он так и сделал в своём доказательстве трансцендентности е).
Доказательство Эрмита близко к доказательству Ламберта: An(x) представляет собой «остаток» непрерывной дроби Ламберта для tg(x).

## Доказательство Картрайт
Гарольд Джеффрис писал, что Мэри Картрайт дала это доказательство в виде примера на экзамене в Кембриджском университете в 1945 году, но она не определила его происхождение.
Рассмотрим интегралы
{\displaystyle I_{n}(x)=\int _{-1}^{1}(1-z^{2})^{n}\cos(xz)\,dz,}
где n — неотрицательное целое число.
Два интегрирования по частям дают рекуррентное соотношение
{\displaystyle x^{2}I_{n}(x)=2n(2n-1)I_{n-1}(x)-4n(n-1)I_{n-2}(x).\qquad (n\geq 2)}
Обозначив
{\displaystyle J_{n}(x)=x^{2n+1}I_{n}(x),}
получим
{\displaystyle J_{n}(x)=2n(2n-1)J_{n-1}(x)-4n(n-1)x^{2}J_{n-2}(x).}
Так как J0(x) = 2sin(x) и J1(x) = −4x cos(x) + 4sin(x), отсюда для всех n ∈ Z + ,
{\displaystyle J_{n}(x)=x^{2n+1}I_{n}(x)=n!{\bigl (}P_{n}(x)\sin(x)+Q_{n}(x)\cos(x){\bigr )},}
где Pn(x) и Qn(x) — многочлены степени ≤ n с целыми коэффициентами.
Возьмем x = π/2 и предположим, что π/2 = a/b, где a и b — натуральные числа (то есть предположим, что π рационально). Тогда
{\displaystyle {\frac {a^{2n+1}}{n!}}I_{n}\left({\frac {\pi }{2}}\right)=P_{n}\left({\frac {\pi }{2}}\right)b^{2n+1}.}
Правая часть — это целое число. Но 0 < In(π/2) < 2, так как длина интервала [−1, 1] равна 2 и интегрируемая функция принимает значения от 0 до 1. С другой стороны,
{\displaystyle {\frac {a^{2n+1}}{n!}}\to 0\quad {\text{ as }}n\to \infty .}
Следовательно, для достаточно большого n
{\displaystyle 0<{\frac {a^{2n+1}I_{n}\left({\frac {\pi }{2}}\right)}{n!}}<1,}
то есть существует целое число от 0 до 1. Это противоречие следует из предположения о рациональности π.
Это доказательство похоже на доказательство Эрмита. В самом деле,
{\displaystyle {\begin{aligned}J_{n}(x)&=x^{2n+1}\int _{-1}^{1}(1-z^{2})^{n}\cos(xz)\,dz\\[5pt]&=2x^{2n+1}\int _{0}^{1}(1-z^{2})^{n}\cos(xz)\,dz\\[5pt]&=2^{n+1}n!A_{n}(x).\end{aligned}}}
Тем не менее, оно очевидно проще. Это достигается исключением индуктивного определения функций An и тем, что за отправную точку взято их выражение в виде интеграла.

## Доказательство Нивена
В этом доказательстве используется то, что π — это наименьший положительный нуль синуса.
Предположим, что π рационально, то есть π = a /b для некоторых целых чисел a и b ≠ 0, которые можно считать, не ограничивая общности, положительными. Для любого положительного целого числа n определим полиномиальную функцию:
{\displaystyle f(x)={\frac {x^{n}(a-bx)^{n}}{n!}}}
и для любого х ∈ ℝ положим
{\displaystyle F(x)=f(x)-f''(x)+f^{(4)}(x)+\cdots +(-1)^{n}f^{(2n)}(x).}
Утверждение 1: F(0) + F(π) является целым числом.
Доказательство: Представим f в виде суммы степеней x, тогда коэффициент x k представляет собой число вида ck /n!, где c k — целое число, равное 0 при k < n . Следовательно, f (k)(0) = 0 при k < n и равно (k! /n!) ck при n ≤ k ≤ 2n; во всех случаях f (k)(0) — это целое число и, следовательно, F(0) тоже целое число.
С другой стороны, f(π – x) = f (x) и, следовательно, (–1)kf (k)(π – x) = f (k)(x) для любого неотрицательного целого числа k. В частности, (–1)kf (k)(π) = f (k)(0). Следовательно, f (k)(π) также целое число, поэтому F (π) — целое число (на самом деле, легко увидеть, что F (π) = F(0), но это не имеет отношения к доказательству). Поскольку F (0) и F (π) являются целыми числами, то и их сумма тоже.
Утверждение 2:
{\displaystyle \int _{0}^{\pi }f(x)\sin(x)\,dx=F(0)+F(\pi )}
Доказательство: Так как f (2n + 2) это нулевой полином, верно
{\displaystyle F''+F=f.}
Производные функции синуса и косинуса определяются формулами sin' = cos and cos' = −sin. Следовательно, по правилу произведения
{\displaystyle (F'\cdot \sin -F\cdot \cos )'=f\cdot \sin }
По основной теореме анализа
{\displaystyle \left.\int _{0}^{\pi }f(x)\sin(x)\,dx={\bigl (}F'(x)\sin x-F(x)\cos x{\bigr )}\right|_{0}^{\pi }.}
Из того, что sin 0 = sin π = 0 и cos 0 = – cos π = 1 (здесь используются вышеупомянутую характеристику π как нуля синуса), следует утверждение 2.
Вывод: так как f(x) > 0 и sin x > 0 для 0 < x < π (поскольку π является наименьшим положительным нулем синуса), из утверждений 1 и 2 следует, что F(0) + F(π) является положительным целым числом. Поскольку 0 ≤ x(a – bx) ≤ πa и 0 ≤ sin x ≤ 1 для 0 ≤ x ≤ π, из определения f следует
{\displaystyle \int _{0}^{\pi }f(x)\sin(x)\,dx\leq \pi {\frac {(\pi a)^{n}}{n!}}}
что меньше 1 для больших n, следовательно, F(0) + F(π) < 1 для этих n по утверждению 2. Это невозможно для натурального числа F(0) + F(π) .
Приведённое выше доказательство, не прибегая к сложным выкладкам, даёт изящный анализ формулы
{\displaystyle \int _{0}^{\pi }f(x)\sin(x)\,dx=\sum _{j=0}^{n}(-1)^{j}\left(f^{(2j)}(\pi )+f^{(2j)}(0)\right)+(-1)^{n+1}\int _{0}^{\pi }f^{(2n+2)}(x)\sin(x)\,dx,}
которая получается 2n + 2 интегрированиями по частям. Утверждение 2 в сущности выводит эту формулу, использование F скрывает повторное интегрирование по частям. Последний интеграл исчезает, так как f (2n + 2) это нулевой полином. Утвержение 1 показывает, что оставшаяся сумма это целое число.
Доказательство Нивена ближе к доказательству Картрайт (и, следовательно, Эрмита), чем кажется на первый взгляд. Верно равенство
{\displaystyle {\begin{aligned}J_{n}(x)&=x^{2n+1}\int _{-1}^{1}(1-z^{2})^{n}\cos(xz)\,dz\\&=\int _{-1}^{1}\left(x^{2}-(xz)^{2}\right)^{n}x\cos(xz)\,dz.\end{aligned}}}
Поэтому подстановка xz = y превращает этот интеграл в
{\displaystyle \int _{-x}^{x}(x^{2}-y^{2})^{n}\cos(y)\,dy.}
В частности,
{\displaystyle {\begin{aligned}J_{n}\left({\frac {\pi }{2}}\right)&=\int _{-\pi /2}^{\pi /2}\left({\frac {\pi ^{2}}{4}}-y^{2}\right)^{n}\cos(y)\,dy\\[5pt]&=\int _{0}^{\pi }\left({\frac {\pi ^{2}}{4}}-\left(y-{\frac {\pi }{2}}\right)^{2}\right)^{n}\cos \left(y-{\frac {\pi }{2}}\right)\,dy\\[5pt]&=\int _{0}^{\pi }y^{n}(\pi -y)^{n}\sin(y)\,dy\\[5pt]&={\frac {n!}{b^{n}}}\int _{0}^{\pi }f(x)\sin(x)\,dx.\end{aligned}}}
Доказательства похожи ещё и в том, что Эрмит уже упоминал , что если f является полиномиальной функцией и
{\displaystyle F=f-f^{(2)}+f^{(4)}\mp \cdots ,}
тогда
{\displaystyle \int f(x)\sin(x)\,dx=F'(x)\sin(x)-F(x)\cos(x)+C,}
откуда следует
{\displaystyle \int _{0}^{\pi }f(x)\sin(x)\,dx=F(\pi )+F(0).}

## Доказательство Бурбаки
Доказательство Бурбаки изложено в качестве упражнения в его труде по анализу. Для любого натурального числа b и неотрицательного целого числа n определяется
{\displaystyle A_{n}(b)=b^{n}\int _{0}^{\pi }{\frac {x^{n}(\pi -x)^{n}}{n!}}\sin(x)\,dx.}
Поскольку An(b) является интегралом функции, определённой на [0, π] и принимающей значение 0 в 0 и π и большей 0 в других точках, то An(b) > 0. Кроме того, для любого натурального числа b, An(b) < 1 при достаточно больших n достаточно велико, потому что
{\displaystyle x(\pi -x)\leq \left({\frac {\pi }{2}}\right)^{2}}
и поэтому
{\displaystyle A_{n}(b)\leq \pi b^{n}{\frac {1}{n!}}\left({\frac {\pi }{2}}\right)^{2n}=\pi {\frac {(b\pi ^{2}/4)^{n}}{n!}}.}
С другой стороны, рекурсивное интегрирование по частям позволяет сделать вывод, что если a и b натуральные числа, такие что π = a/b и f — полиномиальная функция из [0, π] в R, определяемая по формуле
{\displaystyle f(x)={\frac {x^{n}(a-bx)^{n}}{n!}},}
тогда
{\displaystyle {\begin{aligned}A_{n}(b)&=\int _{0}^{\pi }f(x)\sin(x)\,dx\\[5pt]&={\Big [}-f(x)\cos(x){\Big ]}_{x=0}^{x=\pi }-{\Big [}-f'(x)\sin(x){\Big ]}_{x=0}^{x=\pi }+\cdots \pm {\Big [}f^{(2n)}(x)\cos(x){\Big ]}_{x=0}^{x=\pi }\pm \int _{0}^{\pi }f^{(2n+1)}(x)\cos(x)\,dx.\end{aligned}}}
Этот интеграл равен 0, так как f (2n +1) является нулевой функцией (потому что f является полиномом степени 2n). Поскольку любая функция f(k) (0 ≤ k ≤ 2n) принимает целочисленные значения в 0 и в π и то же самое верно для синуса и косинуса, это доказывает, что An (b) является целым числом. Так как она тоже больше 0, это должно быть натуральное число. Но было также доказано, что An(b) < 1 при достаточно больших n, что приводит к противоречию .
Это доказательство довольно близко к доказательству Нивена, основное отличие между ними в способе доказательство, что числа An(b) являются целыми.

## Доказательство Лацковича
Доказательство Миклоша Лацковича — это упрощение доказательства Ламберта.
Рассмотрим функции
{\displaystyle f_{k}(x)=1-{\frac {x^{2}}{k}}+{\frac {x^{4}}{2!k(k+1)}}-{\frac {x^{6}}{3!k(k+1)(k+2)}}+\cdots \quad (k\notin \{0,-1,-2,\ldots \}).}
Эти функции определены для всех х ∈ R. Верны равенства
{\displaystyle f_{\frac {1}{2}}(x)=\cos(2x),}
{\displaystyle f_{\frac {3}{2}}(x)={\frac {\sin(2x)}{2x}}.}
Утверждение 1. Справедливо следующее рекуррентное соотношение :
{\displaystyle \forall x\in \mathbb {R} :\qquad {\frac {x^{2}}{k(k+1)}}f_{k+2}(x)=f_{k+1}(x)-f_{k}(x).}
Доказательство: доказывается сравнением коэффициентов при степенях х .
Утверждение 2: для любого х ∈ R, {\displaystyle \lim _{k\to +\infty }f_{k}(x)=1.}
Доказательство: Последовательность x2n/n! ограничена (так как он сходится к 0) и если C её верхняя граница и если k > 1, то
{\displaystyle \left|f_{k}(x)-1\right|\leqslant \sum _{n=1}^{\infty }{\frac {C}{k^{n}}}=C{\frac {1/k}{1-1/k}}={\frac {C}{k-1}}.}
Утверждение 3: если х ≠ 0 и если х2 рационально, то
{\displaystyle \forall k\in \mathbb {Q} \smallsetminus \{0,-1,-2,\ldots \}:\qquad f_{k}(x)\neq 0\quad {\text{ and }}\quad {\frac {f_{k+1}(x)}{f_{k}(x)}}\notin \mathbb {Q} .}
Доказательство: в противном случае нашлось бы число у ≠ 0 и целые числа a и b такие, что fk(x) = ay и fk + 1(x) = by. Для того, чтобы понять, почему это так, зададим y = fk + 1(x), a = 0 и b = 1 при fk(x) = 0; в противном случае выберем целые числа a и b, такие что fk + 1(x)/fk(x) = b/a и определим y = fk(x)/a = fk + 1(x)/b. Во всех случаях y не равно 0, потому что в противном случае из утверждения 1 следует, что все fk + n(x) = 0 (n ∈ N), что противоречило бы утв. 2. Теперь возьмем натуральное число c такое, чтобы все три числа bc/k, ck/x2 and c/x2 были целыми числами, и рассмотрим последовательность
{\displaystyle g_{n}={\begin{cases}f_{k}(x)&n=0\\{\dfrac {c^{n}}{k(k+1)\cdots (k+n-1)}}f_{k+n}(x)&n\neq 0\end{cases}}}
Откуда
{\displaystyle g_{0}=f_{k}(x)=ay\in \mathbb {Z} y\quad {\text{ and }}\quad g_{1}={\frac {c}{k}}f_{k+1}(x)={\frac {bc}{k}}y\in \mathbb {Z} y.}
С другой стороны, из утверждения 1 следует
{\displaystyle {\begin{aligned}g_{n+2}&={\frac {c^{n+2}}{x^{2}k(k+1)\cdots (k+n-1)}}\cdot {\frac {x^{2}}{(k+n)(k+n+1)}}f_{k+n+2}(x)\\[5pt]&={\frac {c^{n+2}}{x^{2}k(k+1)\cdots (k+n-1)}}f_{k+n+1}(x)-{\frac {c^{n+2}}{x^{2}k(k+1)\cdots (k+n-1)}}f_{k+n}(x)\\[5pt]&={\frac {c(k+n)}{x^{2}}}g_{n+1}-{\frac {c^{2}}{x^{2}}}g_{n}\\[5pt]&=\left({\frac {ck}{x^{2}}}+{\frac {c}{x^{2}}}n\right)g_{n+1}-{\frac {c^{2}}{x^{2}}}g_{n},\end{aligned}}}
которая является линейной комбинацией gn + 1 и gn с целыми коэффициентами. Поэтому все gn кратны y с целым коэффициентом. Кроме того, из утв. 2 следует, что все gn больше 0 (и, следовательно,gn ≥ |y|) при достаточно больших n и что последовательность gn сходится к 0. Но последовательность чисел ограниченных снизу |у| не может сходиться к 0.
Поскольку f1/2(π/4) = cos(π/2) = 0, из утв. 3 следует, что π2/16, является иррациональным числом и, следовательно, π иррационально тоже.
С другой стороны, так как
{\displaystyle \tan x={\frac {\sin x}{\cos x}}=x{\frac {f_{3/2}(x/2)}{f_{1/2}(x/2)}},}
из утв. 3 также следует иррациональность tg(x) при x ∈ Q \ {0}.
Доказательство Лацковича, на самом деле, касается гипергеометрических функций. Верно равенство fk(x) = 0F1(k; −x2), кроме того, гипергеометрическая функция представима в виде в непрерывные дроби, что установил Гаусс с помощью её функционального уравнения. Это позволило Лацковичу найти новое и более простое доказательство того, что тангенс возможно представить в виде непрерывной дроби, обнаруженной Ламбертом.
Результат Лацковича можно также выразить в функциях Бесселя первого рода Jν(x). Так как Γ(k)Jk − 1(2x) = xk − 1fk(x), утверждение Лацковича эквивалентно следующему: если х ≠ 0 и если х2 рациональное, то
{\displaystyle \forall k\in \mathbb {Q} \smallsetminus \{0,-1,-2,\ldots \}:\qquad {\frac {xJ_{k}(x)}{J_{k-1}(x)}}\notin \mathbb {Q} .}